# Argancy
Argancy és un municipi francès, situat al departament del Mosel·la i a la regió del Gran Est. L'any 2007 tenia 1.334 habitants.

## Demografia

### Població
El 2007 la població de fet d'Argancy era de 1.334 persones. Hi havia 483 famílies, de les quals 82 eren unipersonals (25 homes vivint sols i 57 dones vivint soles), 160 parelles sense fills, 225 parelles amb fills i 16 famílies monoparentals amb fills.
La població ha evolucionat segons el següent gràfic:
Habitants censats

### Habitatges
El 2007 hi havia 507 habitatges, 487 eren l'habitatge principal de la família, 3 eren segones residències i 17 estaven desocupats. 459 eren cases i 48 eren apartaments. Dels 487 habitatges principals, 411 estaven ocupats pels seus propietaris, 64 estaven llogats i ocupats pels llogaters i 11 estaven cedits a títol gratuït; 3 tenien una cambra, 9 en tenien dues, 41 en tenien tres, 96 en tenien quatre i 337 en tenien cinc o més. 419 habitatges disposaven pel capbaix d'una plaça de pàrquing. A 191 habitatges hi havia un automòbil i a 263 n'hi havia dos o més.

### Piràmide de població
La piràmide de població per edats i sexe el 2009 era:
| Homes | Edats   | Dones |
| ----- | ------- | ----- |
| 0     | 95 o +  | 0     |
| 0     | 90 a 94 | 0     |
| 0     | 85 a 89 | 8     |
| 4     | 80 a 84 | 12    |
| 8     | 75 a 79 | 8     |
| 16    | 70 a 74 | 16    |
| 36    | 65 a 69 | 20    |
| 32    | 60 a 64 | 36    |
| 24    | 55 a 59 | 20    |
| 44    | 50 a 54 | 32    |
| 64    | 45 a 49 | 64    |
| 40    | 40 a 44 | 20    |
| 52    | 35 a 39 | 44    |
| 40    | 30 a 34 | 44    |
| 64    | 25 a 29 | 40    |
| 36    | 20 a 24 | 24    |
| 24    | 15 a 19 | 28    |
| 32    | 10 a 14 | 44    |
| 44    | 5 a 9   | 32    |
| 44    | 0 a 4   | 28    |

## Economia
El 2007 la població en edat de treballar era de 903 persones, 663 eren actives i 240 eren inactives. De les 663 persones actives 625 estaven ocupades (351 homes i 274 dones) i 37 estaven aturades (16 homes i 21 dones). De les 240 persones inactives 60 estaven jubilades, 88 estaven estudiant i 92 estaven classificades com a «altres inactius».

### Ingressos
El 2009 a Argancy hi havia 498 unitats fiscals que integraven 1.327 persones, la mediana anual d'ingressos fiscals per persona era de 22.462 €.

### Activitats econòmiques
Dels 37 establiments que hi havia el 2007, 1 era d'una empresa de fabricació d'elements pel transport, 4 d'empreses de fabricació d'altres productes industrials, 3 d'empreses de construcció, 8 d'empreses de comerç i reparació d'automòbils, 3 d'empreses de transport, 4 d'empreses d'hostatgeria i restauració, 2 d'empreses financeres, 6 d'empreses de serveis, 4 d'entitats de l'administració pública i 2 d'empreses classificades com a «altres activitats de serveis».
Dels 8 establiments de servei als particulars que hi havia el 2009, 1 era un taller de reparació d'automòbils i de material agrícola, 3 lampisteries, 1 perruqueria i 3 restaurants.
L'any 2000 a Argancy hi havia 9 explotacions agrícoles que ocupaven un total de 924 hectàrees.

## Equipaments sanitaris i escolars
El 2009 hi havia 1 escola maternal i 1 escola elemental.

## Poblacions més properes
El següent diagrama mostra les poblacions més properes.